# M982神劍導引炮彈
M982神劍導引炮彈（英語：M982 Excalibur，也稱為XM982），是一種導引炮彈。其口徑達155毫米，可由M777榴彈砲發射，M777配備全球定位系統數位火控系統。M982重量約48公斤，輕於M198 榴彈炮所用的M712銅斑蛇雷射導引砲彈並更為精確，它可使用增強型可攜式砲兵感應引信設定器（英語：Enhanced Portable Inductive Artillery Fuse Setter，EPIAFS）設定目标方位，并在射擊後主動搜索並摧毀目標。

## 衍伸型
- 神劍 N5 (Excalibur N5)

雷神公司以M982神劍導引砲彈為基礎開發出口徑縮小版的神劍導引砲彈Excalibur N5，口徑為127公釐，適用於美國海軍Mk 45艦砲。在維持精準度不變的情形下，可將射程延長至20—26 nmi（37—48 km）。

## 服役歷史
2022年俄羅斯入侵烏克蘭期間，此炮彈初期表現優異，但在俄國干擾全球定位系統信號後射偏率越來越高，導致烏克蘭軍方在2024年停用。

## 使用國

M982神劍導引炮彈使用國以藍色表示, 意向购买国以紫色表示

- 加拿大
- 印度
- 约旦
- 荷蘭
- 西班牙[4]
- 瑞典
- 美国
- 乌克兰

待FMS流程通过:
- 挪威

## 延伸閱讀
- 2012 RAND report （页面存档备份，存于） goes into detail on the progress of the project

## 外部連結
- Excalibur Precision Guided Extended Range Artillery Projectile — Raytheon
- Excalibur — BAE Systems Bofors
- Excalibur XM982 — Defense Update
- Video of Excalibur test — Metacafe （页面存档备份，存于）
- Missile Systems - Precision Guided Projectiles — Raytheon
- Excalibur round used for the first time in Afghanistan （页面存档备份，存于）